# Forsvarschef

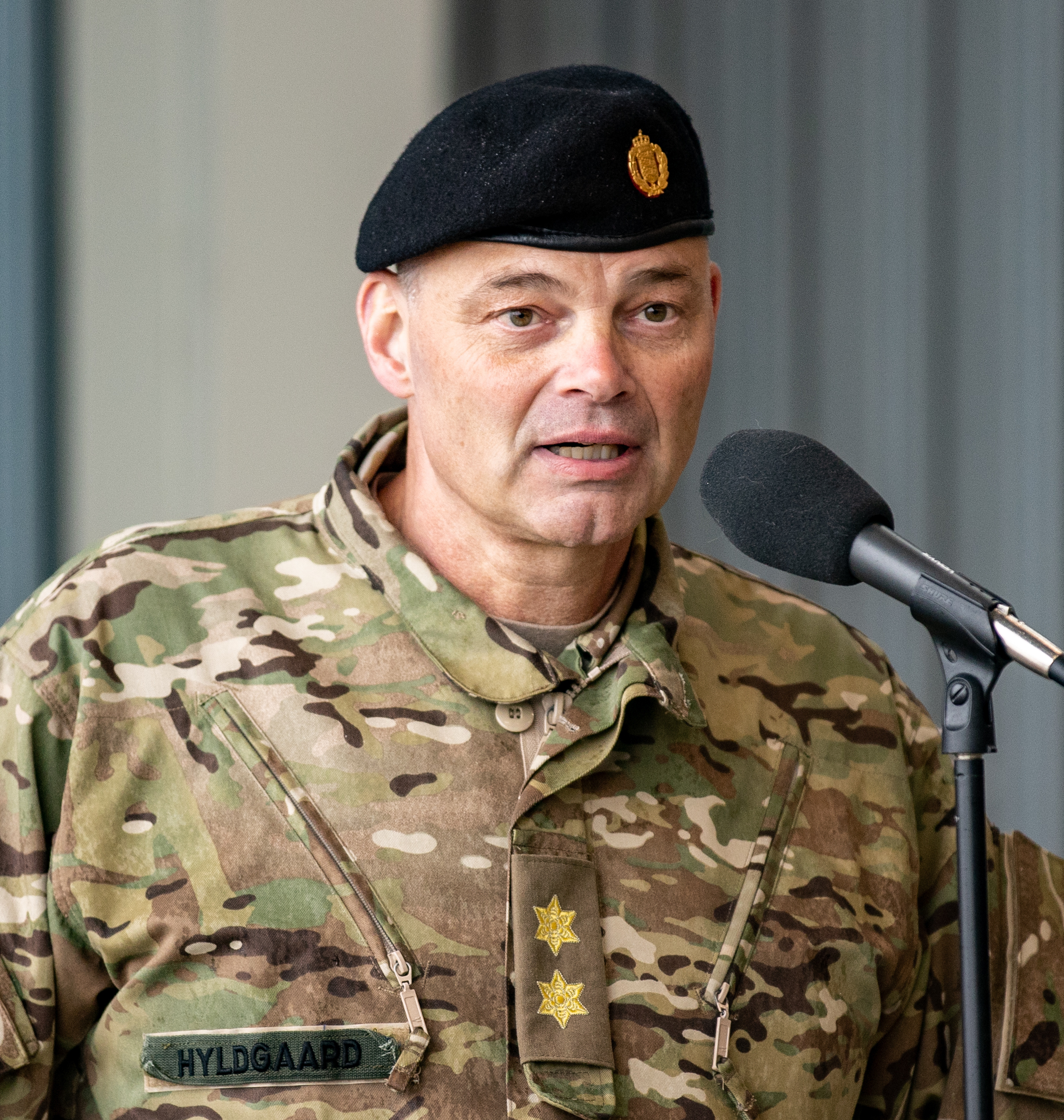
Der amtierende kommissarische Forsvarschef Michael Hyldgaard

Der Forsvarchef („Verteidigungschef“) ist der Befehlshaber der dänischen Streitkräfte. Er ist verantwortlich für die drei Teilstreitkräfte Heer, Marine und Luftwaffe.
Der Forsvarchef untersteht dem dänischen Verteidigungsministerium und ist militärischer Ratgeber für den Verteidigungsminister. Gemeinsam mit dem stellvertretenden Verteidigungschef bildet er das Værnsfælles Forsvarskommando („gemeinsame Verteidigungskommando“).
Der Forsvarchef ist der höchstrangige Offizier der dänischen Streitkräfte; sein Posten wird von einem General oder Admiral eingenommen. Seit dem 3. April 2024 amtiert Generalmajor Michael Hyldgaard kommissarisch als Forsvarschef.

## Liste der Verteidigungschefs
- 1. Oktober 1950 – 30. September 1962: E.J.C. Qvistgaard (Marine)
- 1. Oktober 1962 – 30. November 1972: Kurt Ramberg (Luftwaffe)
- 1. Dezember 1972 – 30. April 1977: Otto Blixenkrone-Møller (Heer)
- 1. Mai 1977 – 30. September 1984: Knud Jørgensen (Luftwaffe)
- 1. Oktober 1984 – 30. November 1985: Otto K. Lind (Heer)
- 1. Dezember 1985 – 31. Oktober 1989: Sven Egil Thiede (Marine)
- 1. November 1989 – 31. März 1996: Jørgen Lyng (Heer)
- 1. April 1996 – 3. August 1996 †: Hans Jørgen Garde (Marine)
- 20. August 1996 – 30. September 2002: Christian Hvidt (Luftwaffe)
- 1. Oktober 2002 – 31. Juli 2008: Jesper Helsø (Heer)
- 1. August 2008 – 4. Oktober 2009: Tim Sloth Jørgensen (Marine)
- 4. Oktober 2009 – 15. November 2009: Bjørn I. Bisserup (Heer, interim)
- 16. November 2009 – 31. Dezember 2011: Knud Bartels (Heer)
- 1. Januar 2012 – 19. März 2012: Bjørn I. Bisserup (Heer, interim)
- 20. März 2012 – 10. Januar 2017: Peter Bartram (Heer)
- 10. Januar 2017 – 1. Dezember 2020: Bjørn I. Bisserup (Heer)
- 1. Dezember 2020 – 3. April 2024: Flemming Lentfer (Luftwaffe)
- Seit dem 3. April 2024: Michael Hyldgaard (Heer, kommissarisch)